# ألفريدو دوهالدي
ألفريدو دوهالدي (بالإسبانية: Alfredo Duhalde) (و. 1898 – 1985 م) هو سياسي من تشيلي .